# Nationale Unie PSD + PUR
De Nationale Unie PSD + PUR (Roemeens: Uniunea Naţională PSD + PUR), was een Roemeense politieke alliantie die bestond uit de Sociaaldemocratische Partij (PSD) en de centrumrechtse Humanistische Partij van Roemenië (PUR).
De Nationale Unie PSD + PUR won de parlementsverkiezingen van 28 november 2004. De Nationale Unie kreeg bij de verkiezingen voor de Kamer van Afgevaardigden (lagerhuis) 36,8% van de stemmen en bij verkiezingen voor de Senaat 37,2% van de stemmen. De Nationale Unie viel echter na de verkiezingen uiteen, omdat de PUR de alliantie verliet en daarop deelnam aan onderhandelingen met de Alliantie van Recht en Waarheid (DA) en de Democratische Unie van Hongaren in Roemenië (UDMR). De DA, PUR en UDMR vormden op 25 december 2004 een regering die op 29 december werd beëdigd.